# Szlarnik krępy
Szlarnik krępy (Zosterops flavilateralis) – gatunek małego ptaka z rodziny szlarników (Zosteropidae). Zamieszkuje Afrykę Wschodnią. Według IUCN jest to gatunek najmniejszej troski.

## Systematyka
Gatunek ten po raz pierwszy zgodnie z zasadami nazewnictwa binominalnego opisał niemiecki przyrodnik Anton Reichenow w 1892 roku na łamach czasopisma „Journal für Ornithologie”. Autor nadał gatunkowi nazwę Zosterops flavilateralis, a jako miejsce typowe wskazał Afrykę Wschodnią, nie podając dokładnej lokalizacji.
Jest to jeden z gatunków Zosterops, których taksonomia uległa zmianie w ostatnich latach. Do niedawna uznawany był za podgatunek szlarnika sawannowego (Zosterops abyssinicus). Obecnie większość autorów wyróżnia dwa podgatunki:
- Z. f. flavilateralis Reichenow, 1892
- Z. f. jubaensis Erlanger, 1901.

### Etymologia
- Zosterops (Fosterops): gr. ζωστηρ zōstēr, ζωστηρος zōstēros „pas”; ωψ ōps, ωπος ōpos „oko”[10].
- flavilateralis: łac. flavus – „żółty, złotożółty”, łac. lateralis – „z boków”[11].

## Morfologia
Mały ptak o szpiczastym, zakrzywionym, stosunkowo długim czarnym dziobie. Nogi i stopy od niebieskoszarych do czarniawych. Tęczówki brązowe lub szarobrązowe. Nie występuje dymorfizm płciowy. Wokół oczu charakterystyczne białe obrączki oczne, które od strony dzioba są przerwane czarną plamką. Od dzioba do oczu i pod nimi czarne zabarwienia, tuż nad dziobem żółtawy pasek. Górna część głowy i jej boki zielonożółte, podgardle, gardło i dolna część szyi żółte. Brzuch i boki żółte, podobnie jak pokrywy podogonowe. Ogon ciemnobrązowy z żółtawozielonymi krawędziami. Spód skrzydeł i wewnętrzne brzegi lotek białawe. Skrzydła ciemnobrązowe z żółtawozielonymi krawędziami. Podgatunek Z. f. jubaensis ma bardziej szarawy odcień górnych części ciała i bardziej matowe dolne części ciała. Młode osobniki przypominają dorosłe. Długość ciała 10,2 cm. Masa ciała 7,2–9 g.

## Zasięg występowania
Poszczególne podgatunki szlarnika krępego występują:
- Z. f. flavilateralis – we wschodniej, środkowej i południowej Kenii oraz w północno-wschodniej Tanzanii,
- Z. f. jubaensis – w południowej Etiopii, północnej Kenii i południowej Somalii[9].

Zasięg występowania (EOO, Extent of Occurrence) według szacunków organizacji BirdLife International obejmuje około 1,09 mln km².

## Ekologia
Jego głównym habitatem są suche i półsuche tereny krzewiaste i zadrzewione, porośnięte m.in. akacjami i ciernistymi krzewami, ogrody i obrzeża lasów na wysokościach do 1800 m n.p.m. Zasiedla głównie obszary, gdzie roczne opady deszczu mieszczą się w przedziale 250–1000 mm. Jest zasadniczo gatunkiem osiadłym, jednak w północnej Tanzanii zaobserwowano opuszczanie przez szlarnika krępego siedlisk na skraju lasu w okresie październik–listopad. Długość pokolenia jest określana na 3,5 roku.
Dieta tego gatunku składa się głównie z mszyc (Aphidoidea) i innych małych owadów (i gąsienic) oraz owoców. Żeruje w stadach 10–30 osobników. Po wykluciu, przez pierwsze dwa dni, pisklęta są karmione wyłącznie owadami, natomiast po szóstym dniu już wyłącznie owocami.

### Rozmnażanie
Sezon lęgowy przypada od lutego do lipca. Jak wykazują badania, jest to gatunek monogamiczny i gniazdujący samotnie. Gniazdo budowane jest przez oboje rodziców w postaci niewielkiego otwartego kielicha lub w formie małego hamaka z cienkich pasków kory, które są posklejane pajęczyną. Gniazdo jest zawieszone pomiędzy gałązkami krzewów lub niskich drzew lub w rozwidleniu 2–3 gałązek na wysokości od 1 do 3 m nad ziemią. W lęgu 2–4 jasnoniebieskie jaja o wymiarach 14 mm na 10 mm. W inkubacji (11 dni) i karmieniu piskląt (14 dni) uczestniczą obie płcie. Gniazda są zajmowane przez pasożyta lęgowego miodowodzika szarogłowego (Prodotiscus zambesiae). Gatunek o niskim sukcesie lęgowym, spowodowanym głównie przez drapieżniki: ptaki z rodziny dzierzb, szczury, węże i mangusty.

## Status zagrożenia
W Czerwonej księdze gatunków zagrożonych Międzynarodowej Unii Ochrony Przyrody gatunek ten został zaliczony do kategorii LC (ang. Least Concern – gatunek najmniejszej troski). Liczebność populacji nie jest oszacowana. BirdLife International ocenia trend liczebności populacji jako trudny do określenia z powodu niepewności co do wpływu zmian habitatu na ten gatunek.